# 梅泽勒
梅泽勒（法語：Mézel，法語發音：[mezɛl]）是法国上普罗旺斯阿尔卑斯省的一个市镇，属于迪涅莱班区。

## 地理
梅泽勒（43°59'47"N, 6°11'46"E）面积21.36 平方千米，位于法国普罗旺斯-阿尔卑斯-蓝色海岸大区上普罗旺斯阿尔卑斯省，该省份为法国东南部内陆省份，北起上阿尔卑斯省，西接沃克吕兹省，西北接德龙省，南至瓦尔省，东临滨海阿尔卑斯省，东北部与意大利接壤。
与梅泽勒接壤的市镇（或旧市镇、城区）包括：贝讷、勒沙福-圣瑞尔松、沙托勒东、埃斯图布隆、圣让内。

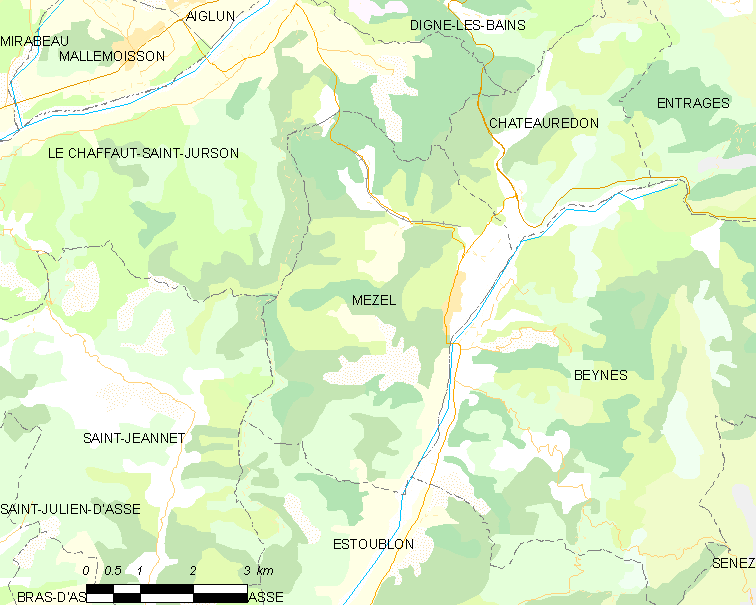
梅泽勒的OSM定位图

梅泽勒的时区为UTC+01:00、UTC+02:00（夏令时）。

## 行政
梅泽勒的邮政编码为04270，INSEE市镇编码为04121。

## 政治
梅泽勒所属的省级选区为里耶兹县。

## 人口

1962-2008年间梅泽勒人口变化图示

梅泽勒于2022年1月1日时的人口数量为617人。